# Джулія Гіллард
Джулія Ейлін Гіллард (англ. Julia Eileen Gillard) (нар. 29 вересня 1961), Баррі, Долина Гламорган, Уельс, Велика Британія) — австралійський політик, 27-й прем'єр-міністр Австралії та лідер лейбористської партії Австралії, перша та єдина жінка на цих посадах.
З 2007 по 2010 роки Джулія Гіллард була заступником лідера на той час правлячої лейбористської партії та відповідно займала посаду віце-прем'єр-міністра Австралії, суміщаючи її з посадами: міністра освіти, міністра зайнятості й виробничих відносин та міністра соціального захисту.
Родина Гіллард емігрувала до Австралії в 1966 році та оселилася в столиці штату Південної Австралії Аделаїді.

## Біографія
Джулія Гіллард народилася в шахтарській сім'ї. У дитинстві перехворіла бронхопневмонією, і після того, як лікарі порекомендували для здоров'я Джулії теплий клімат, її сім'я перебралася в Австралію. Починала навчання в Університеті Аделаїди, де вперше взяла участь у політичній діяльності; пізніше перевелась до Мельбурнського університету, де в 1983 році стала головою Австралійського союзу студентів. Отримала диплом юриста і якийсь час працювала за фахом.
У 1998 році Гіллард була обрана до Палати представників Парламенту Австралії. Після переходу лейбористів в опозицію, Гіллард була тіньовим міністром з питань населення та імміграції (2001-03), тіньовим міністром охорони здоров'я (2003-06) і заступником лідера опозиції (2006-07).
Після перемоги на федеральних виборах 2007 року Гіллард стала віце-прем'єром в уряді Кевіна Радда. Крім того, їй було довірено управлінням новим департаментом, що включав відразу три міністерські портфелі (освіти, зайнятості та трудових відносин).
24 червня 2010 Гіллард була обрана новим лідером урядової Австралійської лейбористської партії замість Кевіна Радда. Таким чином, Гіллард стала новим прем'єр-міністром, хоча формальне її призначення і прийняття присяги відбудеться трохи пізніше. Головною причиною зміни керівництва партії та країни називаються невдалі дії кабінету і сильне падіння особистої популярності Радда незадовго до чергових парламентських виборів, які повинні пройти не пізніше 16 квітня 2011 року.
Гіллард вважає одним зі своїх політичних кумирів британського політика-лейбориста валлійського походження Ен'юріна Бівена.
Джулія Гіллард ніколи не була в шлюбі, дітей немає.